# شاهار پیر
 شاهار پیر (انگلیسی: Shahar Pe'er؛ زاده ۱ مهٔ ۱۹۸۷) یک تنیس‌باز اهل اسرائیل است.